# エクセル・サーガ
『エクセル♥サーガ』（EXCEL SAGA）は、六道神士による日本の漫画。『ヤングキングアワーズ』（少年画報社）において、1996年から2011年まで連載された。単行本は、全27巻。1999年にはテレビ東京でテレビアニメ化された。

## 概要
腐った世界を是正すべく世界征服を目論む理想推進機関「アクロス」に所属するズッコケ少女エクセルを主人公として、愚民と地球に配慮した無理なき征服の第一歩「市街征服」を目指してF県F市で任務に勤しむ彼女の日々を軸に、アクロスの対抗勢力である市街安全保障局との微妙に激闘にならない対決の模様を描く。治安機関と秘密結社の対立という使い古された構図でありつつも、両勢力の活動は一国の一地方都市に限定されており、スケール狭小かつローカル色濃厚、楽屋オチなど何でもありのパロディーがちりばめられたギャグテイストの強いマンガであるが、全体的なストーリーは失われた古代文明とその生き残り、および現代の科学者が古代文明の遺産を巡り争いを続けるというSF色の強いもの。なお、最終回のラストシーンが、雑誌掲載時と単行本では大幅に異なる。なお明確にされている部分だけでも、主人公・エクセルが1年間失踪していたというエピソードがあることから、作中では相応の時間経過が見られるものである。
なお、最終回の後に雑誌（ヤングキング アワーズ 2011年10月号）に番外編が掲載されており、慰安の温泉旅行という設定で楽屋ネタを披露している。作者はそこでキャラに「バカ設定なのに厨設定の袋小路にはまり込んでグダった作品」、「SFだかファンタジーだかわからないオチ」と語らせているほか、本編では全く描写されることのなかった、主人公・エクセルを含めた複数の女性キャラの乳首を描くなどしている。
また連載終了後に作者が制作した同人誌『とり急ぎご挨拶を！』によれば、雑誌掲載時はペースの配分を間違えて伏線の回収が間に合わなかったとしており、実際に単行本最終巻では雑誌掲載時のものに比べ、相当な描き直しが見られる。なお110話以降はフルデジタルで描かれている。また、SF色やファンタジー色が濃くなってしまったが、基本的に「手の付けられないキャラクターがどうしようもない行動を取るために作られています」ともしている。

## 主な登場人物
漫画版のみ、アニメ版のみの登場人物も含む。

### アクロス関係者
エクセル（EXCEL）
声 - 三石琴乃
秘密結社アクロスの構成員で、本編の主人公。コードカラーは黒と緑。
イルパラッツォに絶対の忠誠を誓い、日々征服活動に意欲を燃やす。真面目ではあるが、単純で猪突猛進型の性格でもあるため、空回りして色々とトラブルを起こすことが多い。
日々の生活費と活動経費とを稼ぐため、バイト三昧の日々（経歴は3桁におよぶ）を送ってきており、驚異的な身体能力とどんな仕事もこなす手際の良さを持つ。
浪費を許さない倹約家だが行き過ぎた吝嗇家ぶりがさらなる災厄（貧乏）に拍車をかける。一時、贅沢な金銭感覚を持つエルガーラとことあるごとに対立していた。大金を所持しているときは尋常でない緊張と恐怖に襲われる。
先端恐怖症であり、尖った物を見ると冷や汗をかいて忌避する。また、温泉が苦手という描写が数度にわたってなされている。
イルパラッツォへの心酔度は3人の女子構成員中最も強い。作中で何度か、自身の過去か前世を匂わせる不思議な夢を見ているが、その中にはほぼ必ずイルパラッツォが登場する。
任務に失敗する度に、イルパラッツォに落とし穴（よく嫌なものが入っている）に落とされるシーンが中盤までは良く見られていた。
「エクセル小林」「ドスコイ花子」などの偽名を持つが、普段は「エッちゃん」で通している。イルパラッツォは「エクセルくん」、エルガーラは「センパイ」とそれぞれ呼称する。
ハイアットが銃の達人、エルガーラが剣術の達人であることを知り、自分には何の特技もないことでショックを受け、一時修行の旅に出たことがある。そのおかげで全身凶器（自称）の格闘の達人になったが、イルパラッツォの許可なく勝手に旅に出たのでいつものごとく落とし穴に落とされてお仕置きされた。
一時期記憶を失くし、四王子研究所で遠縁の“四王子照葉”（しおうじ てりは）として生活していたこともあったが、イルパラッツォと再会することにより記憶を取り戻した。
本人はまったく自覚していないが、超科学の産物による攻撃を完全に無効化する能力がある。
元々は『市立戦隊ダイテンジン』の一キャラである。
ハイアット（HYATT)
声 - 南央美
イルパラッツォが出した新聞広告に応じて参入したアクロスの構成員。コードカラーは赤と黒。エクセルの後輩に当たる。
初登場時は腹黒い言動が目立ったが、後にぼんやりと儚げでありながらもたまに黒い発言をするキャラとして定着した。
極度の虚弱体質であり、常人なら普通にこなす程度の日常行為ですぐ倒れ、完全な死亡状態になる。そのさい大量吐血・心停止・チアノーゼ・半乾燥状態の脱水症状などを起こし、見ている方が心臓に悪い有様を呈して周囲をパニックに陥れるが、当人はやがて平然と蘇生する。特に吐血に関しては彼女の代名詞とも言える症状であり、登場するエピソードで吐血しない話はほとんどない。
その体質の為、万が一を考慮して、失態を犯してもイルパラッツォに落とし穴に落されることは無い。初登場回でエクセルを引き上げようとして一緒に落ちた事などはある。
仮死状態は、積文をはじめとする医療関係者にも見破れない。なお、重度のやけどを負った箇所が脱皮のように剥け、より健康な皮膚が再生するなど、彼女の虚弱体質・再生能力には不自然な点が多い。ガス爆発などの外的障害に対しても、仮死状態を経るものの、エクセル並みの耐久性を持っている（曰く、ハイアットは「死んでいる時が一番タフ」）。
常備薬を山ほど持ち歩いているが、他人が服用すると幻覚を見たり、場合によっては死の危険に晒されたりする代物である。酒を飲むと少しも酔わずに体調が良くなる。また、カプセル・錠剤型のものを見ると、無条件で服用しようとする癖がある。
また、彼女の吐血した血液、剥がれた皮膚などにはなにか得体の知れない毒性があるらしく、エクセルがバイオハザードマークを記して処分することもあった（血液を口にしたメンチとエルガーラは軽く臨死体験した）。
エクセルについては、何でもできる器用さと前向きな性格を非常に尊敬しており、特に前向きさに関しては自分もそうなりたいと願っている。「戦闘員」としては射撃が得意で、本編中では「ゴルゴ13なみ」と言われており、単行本版では実際に狙撃を行っている。
同じアパートの住人の渡辺通に惚れられているが、当初はハイアット自身、隣人以上の感情は抱いておらずなかなか彼の名前を覚えなかった。
一時期、記憶喪失になった際に成り行きで渡辺と同棲している。その後再びアクロスに戻り敵対するものの、ハイアット本人にも渡辺に対する感情が生まれており、最終的に渡辺との関係には結末が用意された。
エクセルからは「ハッちゃん」と呼ばれることが多い。日常生活を営む際の偽名は「綾杉千早（あやすぎ ちはや）」。
アニメでは第2話にて、睡眠カプセルで眠っている状態で初登場。（経緯は不明だが）プチュウの宇宙船の中に収容されていた。エクセルや宇宙執事、ナベシンらの騒動のドサクサで地上に落ち、大雨で浸水していたアクロス本部に流れ着く。そこで目覚め、アクロスの構成員となった。なお、その際イルパラッツォは彼女を「本部からの増援」と解釈したが、真偽は不明。
作者の六道神士は自身の同人誌『FOURTH』で、アニメーション版制作時点で、作品中では一番の美人キャラとして設定したと述べている。
エルガーラ（ELGALLA）
ハイアットの後、だいぶ遅れて参入してきたアクロスの戦闘員。アニメには未登場。紫色で縦ロールの髪型が特徴。別任務を受けて単独で行動することもある。コードカラーは黄色。
社交的で愛嬌のある性格だが価値観はドライであり、仲が良いはずのメンチを非常食として使うことにも抵抗がない。しかし、3人のうちもっともメンチの世話を焼いているのも彼女である。
思考内容を気づかないうちに声に出してしまう、本人曰く「隠し事のできない体質」であり、モノローグで思考しても全て台詞として扱われてしまうサトラレ体質である。
初登場時はイルパラッツォに指定された集合場所を間違えてオーナーの経営するホテルに行ってしまい、そのまま成り行きで雇われていた。その為、支配人に「むーちゃん」と呼ばれる謎のメイドとして登場した。また、その性格の為に口止めをされており、当初は無口で感情表現が希薄に見えるキャラであった。同じく集合場所を間違えたエクセル達によってホテルが崩壊した後は改めてアクロスに参入。以後、エクセルの部屋に住みつく事になる。
エクセルに負けず劣らず色々と器用であり、バイト先のホテルやマグロ漁船で重宝されていた。服・装飾品・ぬいぐるみなどを好み、体型を気にするなど、一般的な女性らしい趣味をしているが、そのぶん浪費家でありエクセルによく怒られている。悪酔いする体質であり、3人で酒宴をしたときには、酔った勢いで1000万近くの現金を失くすなどの致命的なミスを犯している。また、ハイアットとは違い、失態を犯せばイルパラッツォに容赦なく落とし穴に落されている。
エクセルと同様イルパラッツォに心酔しており、若干エクセルに対して対抗意識を持っている。ハイアットは「先輩」「ハイアット（綾杉）先輩」と呼ぶが、エクセルに対しては「センパイ」と呼ぶ事から分かるようにあまり尊敬の念を抱いていない。
「戦闘員」としての特技は剣技で、たまに居合いを好む。本人曰く、濡れ藁5本くらいなら一刀両断とのこと。作中では「封印していた奥義」を使用して熊を斬殺していた（ただし、本人の回想の中の出来事なので、どこまで本当かは不明）。
エクセルからは「エル」と呼ばれることが多いが、大きな女っぽく聞こえるので嫌がっている。日常生活を営む際の偽名は宗像香住（むなかた かすみ）。
作者の六道神士は自身の同人誌で、エルガーラの登場によってこれまで築いてきたエクセル&ハイアットの掛け合いが崩れてしまい、構成を組みなおすのに苦労したと述べている。結局「3人の中におけるエルガーラの発言力を低下させる」。なお単行本22巻にてエクセル曰く「序列はヒエラルキー外で常にメンチの斜め下辺り（奴隷以下）」ということになった。
エルガーラがレギュラー化したのは単行本8巻 MISSION2 からだが、8巻中は立ち位置が今ひとつ定まらず、9巻全編を通して徐々にエクセルにコキ使われるようになっていき、10巻ラスト、先述の「大金紛失事件」で3人組の中での彼女の発言力は地に堕ちている。
イルパラッツォ
声 - 子安武人
秘密結社アクロスの総帥。「この世界は腐っている」と宣言し、市街征服を目論む。部下が失敗すると、粛清と称して落とし穴に落とす。
聡明さと冷酷さを併せ持つ支配者だが、計画の目的や内容は不明瞭な形で描かれており、出自の知れぬ超ハイテク技術を持っているなど、とにかく謎が多い存在となっている。
まれに言動や記憶の食い違いが見られる。これは2つの人格を宿していたためで、肝心の征服計画について、一方は行動的な性質を持ち、もう一方は受動的である。エクセル達は終盤までそのことに気づかなかった。これは時折後述する「ピオラ」の人格が出ていた可能性があるほか、作中では時折ダミーがエクセルらの相手をしていた事が明確にされている。
相互の人格間において記憶は共有されていない様子である。行動的な方は四王寺天満宮のコントロール下にあったが、どの時期からなのかは不明。
六本松三式の体に乗り移ったフィオに「ピオ…」と呼ばれていることから、この世界を構築した「何か」（『Holy Brownie』での呼び名は「神様」）の使徒《ブラウニー》の一体であり、『Holy Brownie』の主人公の一人ピオラである可能性がある。また『とり急ぎご挨拶を！』では、作者が「他作品とリンクしている」と明言している。ピオラは遥か昔に本体とも言える｢何か｣から切り離されてこの世界に追放された状態だった。
途轍もなく長い時間の中｢壊れて」しまい、四王寺天満宮と同化した事で修復されたが記憶は戻らなかった。
アニメでは肩書は総帥であるものの上位組織である「本部」が存在する為、実質的には支部長に過ぎない。恋愛育成ゲームに熱中したり、21話で本部連絡員のKEYに心の中で悪態をつく等、原作に比べてかなり人間臭い一面がある。終盤、冷酷で征服に邁進する人格に彼自身が『征服』されてしまう。エクセルを拳銃で撃つなど酷薄な行動を取るが、冷酷な人格との間で葛藤していた。この時、冷酷でない方の人格は自らを「アクロス司令」と呼称している。後にエクセルと再会した際に、彼女に自分ごと冷酷な人格を倒すように命令。彼女の拳で冷酷な人格から解放され、要塞が崩壊する中、彼女を落とし穴を兼ねた脱出ルートに落とした後、自分も後を追って脱出した。
メンチ
声 - こおろぎさとみ
エクセルらに非常食として飼われている動物。いつ食われるかと戦々恐々とする日々を送っている。性別はメス。
作中では犬として扱われており、外見もただの白い犬そのものだが、作中のTVニュースではメンチと同じ外見の生物が「非常な希少動物」であると報道されていた。密輸されて高値で取引されており、非常に高い知能を持っているらしいが、エクセル達はその事実を知らない。
エクセルたちが日々の食事に困るたび、身の危険を覚えてストレスを溜めている。何度も脱走を試みるがそのたびに必ず連れ戻され、捕獲された際には自暴自棄になって、食ってくれといわんばかりの態度を取る。
事故で記憶障害を起こして知能が後退していた時期など、普通の仔犬として無邪気に振舞っていたこともある。
エルガーラが来てからは非常食という立場こそ変わらないものの、彼女が良く世話をしてくれる為、多少は元気になった。

### 市街安全保障局（市立戦隊ダイテンジン）関係者
市街安全保障局とは、蒲腐博士が設立した市役所の部署である。表向きは市街の安全を守ることが仕事となっているが、実際は博士の個人的な理由付けによる命令からの活動が多い。設立理由も不明確で、市長（博士）直属の直轄部署となっており自主退職はおろか「死ぬ権利」すらない。役所の地下には巨大な基地を持ち、市長の招集があると、基地に集合する。局員（職員）には備品として、四王寺五条が開発した、強化服やレーザー銃、レーザーウィップ（鞭）などの戦闘装備、それらを転送できるピンバッジ型のアイテムが配布されており、終盤にはライフル型のレーザー銃や、バズーカまで使用している。地下基地の格納庫には、巨大合体ロボットも配備されていたが、こちらは実戦に使われることはなかった。また、戦闘装備投入初期の頃には装備の転送は1回につき2,000万円以上の費用がかかっていた。なお、「市立戦隊ダイテンジン」という名称は元ネタとなった同人作品からの出典であるが、本作では「ダイテンジン」という名称は使用されていない（強化服のマスクなどに刻印されていた事はある）。なお彼らは全員、古代文明人の末裔である蒲腐博士の血縁者であり、大学を卒業して間もない、ほぼ同年代の若者たちである。
渡辺 通（わたなべ とおる）
声 - 置鮎龍太郎
市街安全保障局に勤める若者。第一話から登場している。基本的に真面目で常識人かつ小心者だが、純粋すぎるため激しい妄想に囚われる機会も多い。作中では周囲にいいようにいじりまわされ、しばしば暴走している。
住吉とは保障局に来る前からの付き合いらしく連載初期は2人でよく行動していた。岩田とはケンカしつつ気配りを見せており、彼が死ぬと判った時は号泣しながら叫ぶと言った友情に篤い一面も持つ。実家は飲食店を経営。
実家は商店を営んでおり妹がいる。没原稿となったが妹が訪ねてくるエピソードも用意されていた。作者の同人誌でこの話は読むことができる。
隣に住む綾杉（ハイアットの偽名）に一目惚れしてしまい、何度も声をかけるが、押しが足りず長い期間相手にされなかった（名前もなかなか覚えてもらえない上、間違えて呼ばれる事もあった）。大金紛失事件の際には私財を擲って借金塗れになりながら彼女を支援した事もある。後にアクシデントによって記憶喪失となった綾杉千早と一時同棲する。彼女のために無理な金策をし続けた後に、プロポーズをし、その際にキスまでしている。
しかし、その直後にイルパラッツォに彼女を奪取され人格崩壊する。その際に博士に洗脳されたらしく、一時期は鬼畜系ギャルゲーを愛好し、邪悪な思考をする歪んだキャラと化した。
偶然遭遇した六本松一式（エクセルver.）との戦闘を経た後は洗脳も解け、以前の性格に戻ったものの、後遺症で鬼畜系ギャルゲーからは足を洗えていない。
比較的地味なキャラながら劇中での人気は高かったらしく、メインで単行本の表紙に描かれた数少ない男性キャラである。また作者も自身の同人誌で漫画家仲間から「渡辺を幸せにしてやってくれ！」と懇願されたエピソードを明かしている。
岩田 紀國（いわた のりくに）
声 - 森久保祥太郎
市街安全保障局に勤める若者。バカで能天気な性格。雰囲気を無視して直情的に露骨な行動を取るなど、他人の配慮を台無しにする人で、ほぼ日常的に暴走状態である。
健康診断で大腸に癌が見つかり、まもなく死亡。発見時にはすでに手の施しようのないほど進行しており医者も（わざと）さじを投げていた。だが、「脳生き状態（脳以外は死んでいる）」だったため、数日後に四王寺の手でサイボーグとなって復活。当初は自分用のボディが仕上がるまで六本松一式のボディを使用していた。専用のボディはスペック上一式と二式の中間程度。スーツを用いた変身時は首から下がより戦闘向けの物に換装される。死亡したことにより戸籍は消滅し、対外的には「三越 紀国（みつこし のりくに）」と名乗る。基本的人権もなく、市街安全保障局の備品扱いとなっている。
普段は昼間は保障局、夜はメンテナンスと充電のために、四王寺五条の研究所を往復する日々を過ごしている。
前述の理由から、有事の際には真っ先に投入されるが、生来の性格も相まって状況を悪化させたり、自身が大破して研究所に運び込まれることも多く、装備転送の際の指定条件を無視したり、大食いメニューに挑戦して胃袋が破裂するなど｢あまりに馬鹿馬鹿しいトラブル」が頻発し、四王寺を辟易させている。
五感の内「視覚」と「聴覚」以外は無いのと同じというサイバネティックボディのスペック不足から来る「現実感の喪失」がかなり危険なレベルにまで進行していたが、正体不明の「何か」のアクセスを受けた際に調整を受けて大幅にスペックアップ、五感を取り戻し意識レベルも回復したと思われたが、本人も驚愕するほどに認識能力などが向上している。渡辺いわく「主人公（ヒーロー）状態」で、六本松一式のボディを乗っ取ったエクセルを圧倒する能力を見せる。この頃から、前述のような奇行はなりを潜め、比較的冷静で常識的な発言や行動を行うようになっていく。
終盤、美咲を助けて死亡したと思われたが、実はサイボーグボディは岩田が遠隔操作していた物だということが判明。ほぼ同時に肉体は四王寺によって蘇生され、人間に戻る事が出来た。その際、美咲にキスされながらも叩きのめされている。蘇生こそしたもののずっと寝たきりの状態であった為、リハビリには苦労した。
六本松二式を「ロボ子」と呼んで毛嫌いするが、六本松一式は丁重に扱う「偏ったフェミニスト」（どちらも中枢部分は同一）。
美咲とは大学時代同じゼミに所属し、惚れて猛アタックをかけ続けるものの冷徹にあしらわれている（アタックの仕方が明後日の方向に見当違いなせいでもある）。
実家は医学系大組織「岩田総合医療協会(IMA)｣だが、幼少の頃に奇行が過ぎたために疎外されている。
原作では1巻のMISSION7にて渡辺達と正式に交流が始まるが（それまでは「同じアパートの住人」程度の間柄だった）、アニメ版では当初から渡辺達とは友人関係である。
住吉 大丸（すみよし だいまる）
声 - なし
市街安全保障局に勤める若者。パソコンと美少女ゲームに造詣が深い。
吹き出しのない字幕調の独特なしゃべり方をし、アニメ版でもそれは引き継がれた（字体は原作とアニメ版で異なる）。四王寺と同志として仲が良い。また美咲とは対戦型格闘ゲーム友達である。
仲の良い両親と歳の離れた妹・かなるを持つ。岩田のイメージでは一族全員がそっくりな顔というものであったが、実際は妹と父親は普通の顔をしており、住吉には全く似ていない。しかし字幕調のしゃべり方は同様で、口調も同じ。母親だけは住吉にそっくりだが、逆にしゃべり方は普通である。
常識的なものの考え方で非常識な周囲を突き放しているが、あまり自己主張をしないため、結局なしくずし的に状況に巻き込まれている。
放っておいても自分の道を進んでいるマイペースタイプ。自分の部屋ではなく、ほとんど渡辺の部屋か屋外で食事を採っている（調理を行うとパソコンに悪影響があるため）。
松屋 美咲（まつや みさき）
声 - 今井由香
市街安全保障局に勤める紅一点。クールな性格で、そのため周囲から距離を置かれることも多い。対戦型格闘ゲームに造詣が深い。
岩田とは大学時代同じゼミに所属し、人付き合いが苦手な自分と周囲の壁を崩してくれた岩田には素直になれず複雑な感情を抱いている。時おり岩田にアクセスしてくる「何者」かによると彼の「大切な誰か」によく似ているらしい。
両親と弟がいる。
卓越した行動力を持っており（とある際に、国外脱出を試みるために1日も待たず偽造パスポートを準備したりできるほど）、目を離したすきに与えられた仕事をソツなくこなし、ついでに自分の用事も済ませている。
そのほか驚異的な洞察力を持っていたり、なぜか戦闘慣れしていたり（ヨーロッパを放浪した時期がある）する。
真顔でとんでもないことを口走るなど、微妙に台無しな行動をごくまれにやる。また、渡辺達がトラブルに巻き込まれても自分だけは運良く回避する事が多く、内心「自分の悪運が怖い」と思う程。
当初は常にマイペースで、他者に対しても極めて冷淡であったが、徐々にペースを崩される場面も見受けられるようになり、雪山で遭難した際に弱気になって岩田に胸の内を打ち明けたり、それを一部始終聞いていた四王寺に声を荒らげて激怒すると言った年相応の一面も見せるようになった。
岩田・渡辺・住吉・松屋の4人とエクセル・ハイアット・エルガーラは同じアパートに住んでいるが、元々蒲腐博士を監視するため1か所に集まっていた4人にエクセルが紛れ込んだためである。
アパートが火事で全焼した後も、全員同じマンションに移って暮らしている。
終盤、岩田が自分を助けて死亡したと思われ、直後に彼の生存が明らかになった際は、彼を叩きのめしながらも号泣するなど、自分でも混乱するほど狼狽していた。
アニメ版では「岩田と旧知の間柄」という設定は無く、研修の際に知り合っている。
作中での人気は高かったらしく、作者が自身の同人誌で「出番が少ないわりによく描いてくれとせがまれた」と語っている。
蒲腐博士（かばぷはかせ）
声 - 大友龍三郎
独特の髪型とヒゲを持つ、自称「超古代文明ソラリアの生き残り」。政財界に大きな影響力を持っており、オーバーテクノロジーにも通じている。
局員に博士と呼ばせたり、自己紹介や秘書の様式美にこだわるなど、独特の感性で動いている。
夜は眠らない（そのため、夜間は朝までの時間潰しが悩み）・数十年程度では容姿が変わらないなどの謎の一面を持っている。イルパラッツォとは古い友であるが、今は敵対している。全ての騒動が収束した後、ようやく眠る事が出来た。
彼が創設した市街安全保障局は、実は隠れみのにすぎない。その実態は、蒲腐博士がアクロスの市街征服に対抗するために事情を隠して若者を集めて結成させた、自称「正義の戦隊」である。
長らくまともな活動を行わず、局員には書類の清書や検算など、やりがいのない仕事ばかりあてがっていた。その後、ようやく正義の味方としての活動の場を得ても、自滅的な展開により撤退ばかりしていた。
加えて、蒲腐博士提供の安全装置など微塵も考慮されていない危険な武器のせいで、市民からは悪の権化扱いされている。また蒲腐博士のエキセントリックな行動は、しばしば同組織を混乱させ、周囲に大迷惑を誘発させている。
一度はイルパラッツオの画策によって失脚する。保障局もかなり縮小され、この時期は庶務課の下請けのような仕事をしており、あてがわれたプレハブで尾羽打ち枯らしたあり様だった。資産凍結の解除によって復活した後、イルパラッツオと市長選を繰り広げて見事当選、名実ともにF市の支配者となる。
百道秘書（ももちひしょ）
声 - 中西裕美子
蒲腐の秘書を務める。下の名前は不明。保障局メンバーの中では唯一人、蒲腐の体をいたわるなど、色々と謎の多い女性。
普段はあまり目立たず秘書の仕事をこなし、美咲たちには万能かつ有能な仕事ぶりから信頼されているが、蒲腐の無茶振りに際して彼女の一言「何とかなります（彼女が「できる」と言った以上、実現は可能なため）」がトドメとなる事も多い。
壊滅危機にあった市街安全保障局をほぼ1人で取り仕切り、再び立て直す。これは、ダミーを含めて資産を分割・凍結していた。当局からの追求が早すぎて資産を解凍する手段が無かったが私物に紛れ込んでいた金塊を使って資産を復活させた。
普段は沈着冷静な物腰を崩さないが、時折ツボを突くアクシデントなどの際には気を緩めることもある。
四王寺 五条（しおうじ ごじょう）
声 - 井上和彦
六本松の生みの親である天才科学者。蒲腐博士との個人的な関係で、六本松開発などの仕事を請け負っている。
父の天満宮は五条をしのぐ天才科学者だったが、現在は行方不明である。夫の失踪後、性格が下劣になった母親に過剰な愛情を押しつけられて育ち、反動でロリコンとなった。
従姉妹の連歌屋宇美（れんがや うみ）を助手としている。初めて出会ったとき、彼女に何事か感銘を受けた様子だったが、時が経つにつれ彼女も成長し、苦手とする母に巨乳という嫌なところが似てしまったため、敬遠している。ただし心底嫌っているわけではない。
研究所近くの公園で、女児たちが遊んでいる姿を眺めるのが趣味で、気に入った少女たちの映像記録を膨大にファイリングしており、住吉とは互いに所有している映像記録を、たびたびやりとりする姿が作中で描かれている。
行方不明の父には、科学者として遠く及ばないと自覚しているが、母親の美和に関しては現在の知識は認めつつ、普通の女性だった20年前より急激に変化した事を訝しんでおり、自分を超えるのは父のみ、この世で2番めの天才を自称する等、その正体に薄々感づいていた節が見られる。、極めて高度な技術・存在に出くわした際の表情は父親似らしい（蒲腐・談）。
六本松（ろっぽんまつ）
声 - 雪乃五月
死亡した「（配属以前から入院加療中だった）五人目のメンバー」に代わって市街安全保障局に配備されたアンドロイド。開発者は四王寺五条。中枢となるコアは1つだが、搭載される機体によって一式と二式に分かれる。
目的によって機体を入れ替えて運用がなされるはずだが、しばしば逆の状態で無理やり運用されるため、しょっちゅう壊れている。
壊れても大して周囲からは心配されておらず、修理を押し付けられる五条の悩みの種となっている。
実際には核（コア）と呼ばれるパーツとその周辺機器、基本設計を行ったのは五条の父「四王寺天満宮（しおうじ てんまんぐう）」で五条自身も最も重要な中枢部分にはほとんど手が出せない。
中枢部分が共通しているために、岩田がリンクして動かしたことが何度かあったが（一式に一回、二式に二回）その際には岩田自身のバイタルコンディションが極端に低下した。
一式（いちしき）
成人女性の姿で、オールインワンタイプの万能型（蒲腐博士の要求）。そのため機体重量は数百キロにおよぶ上、機能制御に容量が割かれているために情動には乏しい（不可能ではないが、感情表現に容量を割くとバランス制御もおろそかになる）。
大幅なVer.UP後にイルパラッツォに連れ去られ、外装をエクセルの姿に改装しILL社長を務める。紆余曲折を経てエクセルが支配下に置いたり、ボディを乗っ取ったりした（美和博士によると「根性」でこの状態を維持していた）が、四王寺の二式（二体目）に撃破・回収されるが中枢であるコア部分に深刻な損傷が生じている。
予備フレームから構築された一式LE（リミテッドエディション）も製作されたが、「命令を聞く」以上の知能は無く、対人リアクションも「照れ（博士のオーダー）」のみと極めて限定的。
アニメでは感情の起伏に乏しいながらも、一キャラとして独立している。
二式（にしき）
五条の趣味性が如実に反映された幼女タイプ。機能を絞って軽量化されており、表情豊かで性格も明るい。コアが一式ごと奪われたため、長らくお蔵入り状態だったが、ボディ自体のシステムは同一なために岩田が憑依する現象も起きたりした。四王寺がもっとも力を入れている機体で自分の技術のみで組み上げた機体も存在する。区別の方法は頭部センサーの形状で、初期型は三角、新機体は丸型。ただし機能の低下は否めず、一式回収の際に全損。初期型は美和博士に奪われた末、エクセルに撃破された。
最終話にて、四王寺によって以前の記憶も保持して再生された機体が住吉に譲渡された。
アニメでは一式とは別個の存在で、それぞれ独立稼働している。
二式PIECE
手持ちの六本松全てを失った四王寺が投入した監視用の機体で「手のひらサイズの人形型」。見た目にたがわず、戦闘力は無いに等しい。

### その他の登場人物
岩田 積文（いわた せきふみ）
声 - 鈴木琢磨
医療の大手岩田グループの3世で、岩田のいとこ。金髪にサングラス、顔面に走る十字型の縫い跡と、およそ医者らしくない風体をしている。親の七光りでやりたい放題しており、患者によって態度を露骨に変える非常に悪質な医者である。美女や富豪が患者の場合は誠心誠意治療に励む反面、その他の患者はぞんざいに扱うことが多い（曰く、「患者を好き勝手いじれなくてなんの七光りかね」）。
顔面に走る十字型の傷は、小さい頃、岩田にカッターナイフで「デ○ジ・エンド」を決められた時にできた物。このことを根に持っており、常々復讐の機会を狙っていた。岩田が「書類上死亡して以降」は岩田に出くわす度におおいに取り乱している。
岩田の癌に際しても、ほぼでたらめなカルテを書いた。もっとも専門に囚われず歯科や救急も受け持つなど、一応真面目にさえやれば医者としての腕は優秀なようである。しかし前述のとおりの勤務態度ゆえに周囲の信用度は低い（適切な診断をしても「悪ふざけか嫌がらせ」と勘違いされる）。
看護婦さん/福家 四季（ふくや しき）
声 - 水谷優子
先代の遺言で積文のお目付け役をしており、積文が暴挙に走るたびにゴルフクラブで殴って止めている。患者に対して、時折医者としてあるまじき接し方をする積文にあきれ果てており、時に殺意を湧かしているような節も見られる。
岩田 日和子（いわた ひよこ）
何度か登場した岩田の親戚にあたる女の子。花を摘んでいて迷子になるなど少々天然系。四王寺からは「A+」の評価を受ける。
オーナー/イカミ・アントニオ・ハジメ
声 - 長嶝高士
スキンヘッドに強面の元傭兵だが、穏やかな人物。時折傭兵時代を思い出して遠い目をする。
ホテル経営を目指していて、度々エクセル達の雇い主となるが、エクセル達や自身の無茶によってことごとく壊滅させられている。非常に温厚で優しいため、彼女達が怒られたことは今のところないが、エクセルに機関銃を渡して食材を調達するよう指示するなど、異常な価値観をのぞかせることもある。
支配人
本名は不明。オーナーの元で働く、たくましくてサバサバした女性。単独でもいたるところで商売に精を出している。
『銀河鉄道999』のメーテルもしくはエメラルダスにそっくり。だが、海の家では『うる星やつら』のラムのコスプレを披露するなど、その外見を気にする様子はない。
連歌屋 宇美（れんがや うみ）
五条のいとこで、高校に通いながら五条の助手をしている。五条に淡い恋心を抱く、優しく健気な少女で豊満なバストを誇る。けがをして記憶を失ったエクセルを保護していた。
オタクな一面もあり、趣味はコスプレと同人活動で、メイド喫茶でアルバイトをしていた過去を持つ。後述の特性によって散々ドジをやらかしたが、月間ランキングトップを取っていた。
よく転んでお茶をこぼしたり、物を壊したりする。この特性は遺伝らしく父に当たる科学者、連歌屋博士は実験中に本来傷など付けられるはずのないコアを破損したことがある。
四王寺 美和（しおうじ みわ）
五条の母親。旧姓は連歌屋で、宇美の叔母である。父親は生体工学の権威で、彼女も同じ分野を専攻している。五条の研究所のセキュリティを軽々と突破して彼を青ざめさせるなど、技術者、科学者としての能力は五条以上である。
基本的には世話好きで人懐こいタイプだが、唯我独尊な部分と相まって愛情の表現方法が非常に偏っている。対象者にとってはただの迷惑になることが多い。
当初は清楚な女性だったが、夫が失踪した直後に性格が激変してしまっている。現在の彼女は非常に大胆で自由奔放であり、誰彼構わず抱きついたり、豊満な乳房を押し付けたりして、五条に嫌がられている。豹変する前の彼女を知る人物は、五条や蒲腐を含めほんのわずかしかいないため、清楚だったことを知らされると驚愕する人間が大半である。
六本松を「紛い物（または「自分の作品」）」と呼び、岩田にアクセスしてきた何者かを「本物（同時に「負け組」）」と呼ぶ。
また物語の重要な秘密を知っているようで、いろいろと謎が多い存在だったが本人は20年ほど前に既に死亡しており、その正体は四王寺天満宮が制御する「六本松三式」だった。機体その物は天満宮が放棄した後に一旦「何か」に乗っ取られたりしたが、最終的には四王寺五条によって回収された。
四王寺 天満宮（しおうじ てんまんぐう）
五条の父親。およそ30年前に蒲腐博士が接触、『核』の研究と六本松の開発を依頼されて協力していた。10年ほどかけてその素体技術を作り上げたが突如として失踪。以後、五条が成長するまで研究は停滞していた。
実は『核』の複製に成功し、自身は本物の『核』を手に入れて同化。「核の創造主に合う」事を目的に行動していたが、コアが望んだほどの存在で無いことに失望、興味を失いかけていたが、エクセルが新しいコアを生み出すのを見て再び興味を示し、エクセルとともに行動しながらその生体を観察し続けている。
何か（なにか）
サイバネティクスボディのスペック上の問題で崩壊寸前だった岩田にアクセスしてそのスペックを大幅に引き上げた「なんだか良く解らないモノ（美咲談）」。
岩田にアクセスしてきたのは「縁があったから」らしい。美和博士の操る二式と互角以上に戦い、損壊した部分を「その場で再生する」能力を持つ。美和博士曰く、「本物」。
その正体はこの世界を構築した「何か」の使徒《ブラウニー》の一体。、Holy Brownieの主人公の一人フィオであると予測される。遥か昔に本体とも言える｢何か｣から切り離されてこの世界に追放された状態だった。エクセルの身体や六本松三式を乗っ取るが、エクセルが自分たちの因子を受け継ぐ「新しい何か」と知って負けを認める。

### アニメオリジナルキャラクター
ナベシン
声 - ワタナベシンイチ
本名ワタナベシンイチ。アニメ版の監督であるワタナベシンイチをモデルとしており、本人が声を当てている。監督だがやたら目立ち、何の脈絡もなく各場面に出没。ワタナベシンイチの原作尊重の意志の程度を象徴するキャラクター。
六道神士（りくどう こうし）
声 - 高木渉
原作者。アニメ版のオープニング前に現れ、毎回へっぽこな「実験」を許可する。本編第1話でいきなり抹殺されそうになるなど受難が多い。
大宇宙の大いなる意思（だいうちゅうのおおいなるいし）
声 - 水谷優子
アニメ版オリジナルの、名前の通りの存在。円い（平面なので）宇宙空間から女性の手が生えたような姿をしている。都合の悪い事態が起こると、時間を巻き戻し全てを無かったことにする。他の登場人物とは次元を異にする超越的存在のはずが、第2話の時点でペドロと肉体関係を結んでしまい、あっと言う間に俗物化・擬人化が進行。果ては交際相手の存在が発覚したり、自分は1人の女であると主張したり、ペドロの妻と同化したり、子供を出産したりと、当初の存在意義が薄らいでいく。原作にも一瞬コマの片隅に登場している。
ペドロ
声 - 長嶝高士
アニメ版に登場する外国人。当初はエクセルのバイト先の工事現場で働く外国人労働者だったが、事故死した後は大宇宙の大いなる意志に寵愛され次元をさまよう。故郷には妻と、サンドラという名の息子がいる。単なる脇役のはずが、ナベシンと同様にシリーズ化して毎回のように登場することになった。漫画でも、遠洋漁業船が嵐に遭うコマで名前が叫ばれている。
あの人
声 - 高木渉
アニメオリジナル。アクロス総統とも呼ばれている謎の人物（DVD8巻のブックレットより）。マフィアのボスのような姿をしており、ガラの悪い関西弁で話す。アニメ第24話ではイルパラッツォに電話で「閣下」と呼ばれていた。最後はペドロ・サンドラとの光線の撃ち合いの中、一時彼らを圧倒するが、駆けつけたナベシンらの助力で敗れ消滅する（なお、その際一瞬だけ見えた骨は「あの人」という形をしていた）。自称「アクロス六人衆」の一人で、第26話には声とマフラーの色以外全く同じ姿の「その人」「この人」「あっちの人」「そっちの人」「こっちの人」が登場。ナベシンに「あの人の仇」と襲いかかるが、一瞬で全滅させられてしまった。
プチュウ
声 - 南央美（ゴルゴプチュウ時：置鮎龍太郎）
地球侵略を企む異星人の一派。2頭身。普段は愛らしい姿だが、身体に衝撃を受けるとゴルゴ系劇画調の憤怒の形相に変ずる。ただし上流階級者の場合は、衝撃を受けずとも、ただ発言をするだけで表情が変化。巨大な奇形生命体の産卵により大量発生する場面が確認されている。
セーラー・コゼット
声 - 矢島晶子
アニメ第8話で登場。エクセルらのアパートの近くに住んでおり、ハイアットと公園で良く会い、8話における事情（食糧危機）を話したところ食材を持ってきてくれた心優しい少女だが、その実体は幼い頃に母親と死別し、引き取り先でこき使われ、暗黒街に落ち、その筋に見い出されて暗殺術を仕込まれた幼き暗殺者である。しかし、その不幸な人生を嘆いた大宇宙の大いなる意思によって、リセットされ母親と幸せに暮らせるようになった。しかし、番外編である第26話ではアクロスの新しい構成員として登場する。第26話で、もうすぐ9歳といっている。

エクセル♥ガールズ（小林エクセル、ハイアット美佳子）
声 - 小林由美子（エクセル）、高橋美佳子（ハイアット）
アニメ版のオープニング曲とエンディング曲を歌っている。アニメ第5話にちょい役で登場。アニメ第9話ではボウリング番組のゲストとして登場した。エクセルとハイアットのコスプレをしているので、ハイアットは「パチモン（偽物）」と評した。
なお、小林と高橋は実際にキャラのコスプレをしてイベントを行ったことがある。

KEY（キー）
声 - 草尾毅
21話に登場する本部派遣連絡員。ビジュアル系の美形であり、ナルシスト的な物言いがイルパラッツォの癇に障るらしく、内心で罵詈雑言を浴びせていた。行きがかりでメジャーデビューしてしまい、ステージ上でイルパラッツォの市街征服計画が中々進まない事への警告をラップ調で歌い、ますますイルパラッツォの反感を買う。北米盤DVDのエンディングクレジットでは声優名が「TAKESHI SHIGEO」（たけし しげお）と誤記されている。

## 書誌情報
1. 1997年4月23日 ISBN 4-7859-1565-X
2. 1997年12月4日 ISBN 4-7859-1811-X
3. 1998年7月23日 ISBN 4-7859-1854-3
4. 1998年12月7日 ISBN 4-7859-1884-5
5. 1999年9月27日 ISBN 4-7859-1941-8
6. 2000年5月12日 ISBN 4-7859-1993-0
7. 2001年2月24日 ISBN 4-7859-2065-3
8. 2001年9月27日 ISBN 4-7859-2126-9
9. 2002年6月28日 ISBN 4-7859-2205-2
10. 2002年12月26日 ISBN 4-7859-2268-0
11. 2003年10月24日 ISBN 4-7859-2367-9
12. 2004年6月4日 ISBN 4-7859-2427-6
13. 2004年12月27日 ISBN 4-7859-2496-9
14. 2005年6月27日 ISBN 4-7859-2546-9
15. 2005年12月28日 ISBN 4-7859-2598-1
16. 2006年7月2日 ISBN 4-7859-2663-5
17. 2007年1月26日 ISBN 978-4-7859-2742-4
18. 2007年7月30日 ISBN 978-4-7859-2825-4
19. 2008年2月8日 ISBN 978-4-7859-2914-5
20. 2008年5月19日 ISBN 978-4-7859-2963-3
21. 2008年10月29日 ISBN 978-4-7859-3049-3
22. 2009年2月26日 ISBN 978-4-7859-3120-9
23. 2009年9月30日 ISBN 978-4-7859-3229-9
24. 2010年4月9日 ISBN 978-4-7859-3358-6
25. 2010年10月7日 ISBN 978-4-7859-3478-1
26. 2011年3月4日 ISBN 978-4-7859-3578-8
27. 2011年10月29日 ISBN 978-4-7859-3725-6

## テレビアニメ
テレビ東京で1999年10月7日から2000年3月30日まで木曜25時15分から25時45分に全25話が放送された。テレビ東京公式サイトの番組表では「エクセル・サーガ」と表記されていたが、正式名称は『へっぽこ実験アニメーション エクセル♥サーガ』である。
制作に対してのコンセプトは「へっぽこ」「1話から原作者をブッ殺します」と掲げた。
「へっぽこ実験アニメーション」という副題が示す通り、毎回「実験」と称しては特定のお題に沿ったへっぽこな物語を展開。極端なパロディに特化した内容になっており、さらに作者の六道神士や監督のワタナベシンイチ（作中ではナベシン）が事あるごとに作中に登場するなど荒唐無稽でメタフィクション的なギャグアニメとなっている。冒頭では毎回原作者名義で「実験」を許可する旨の宣誓が行われる。脚本は本作の為の倉田英之・黒田洋介の2人からなる制作ユニット「地獄組」が担当し、奇数回を倉田が、偶数回を黒田が担当した。
アニメ化の企画が動いた時、六道は「自分が如何に『テレビアニメに向かないものを描いてきたのか』ということを突きつけられた感じがした。ワタナベさんが監督に決まった時は『助かった!』と思った」と告白している。スタッフに対しては「1話で自分が殺されているんだから、後は何も残らない位ブッ壊して欲しいですね」「原作のテレビ的にまずい部分は『まずくない!でもビックリ!!』な展開にどんどん変えていって欲しい」と背中を押し、ワタナベも「『苦情が来ないようにしよう』より『やってみよう』という気持ちを大切にする」「怒られたら謝るし、『止めてくれ』と言われたらやめるけど、『必要以上に抑えるのはどうかな』という思いを常に持ち続ける」ことを制作上のテーマにした。
その姿勢にビクターエンタテインメントのプロデューサーの一人である北山茂は「死なばもろとも…」と腹を括った。
なお、VHS版およびDVD版にはテレビ放送されなかった第26話「やりすぎ」が収録されており、これには18禁版と性描写が隠された通常版がある。

### スタッフ
- 監督 - ワタナベシンイチ
- シリーズ構成 - 地獄組
- キャラクターデザイン - 石野聡
- 美術監督 - 東潤一
- 色彩設定 - 丸山美江子
- 撮影監督 - 中条豊光
- 編集 - 西山茂
- 音響監督 - 田中英行
- 音楽 - 増田俊郎
- 音楽ディレクター - 野崎圭一
- キャスティング協力 - 高橋正彦
- 協力 - 筆谷芳行
- プロデューサー - 北山茂、阿部倫久、松倉友二
- アニメーション制作 - J.C.STAFF
- 製作 - ビクターエンタテインメント

### 主題歌
オープニング「愛（忠誠心）」
作詞 - ワタナベシンイチ / 作曲・編曲 - 増田俊郎 / 歌 - エクセル♥ガールズ
エンディング「メンチ・哀愁のボレロ〜食すのね」
作詞 - ワタナベシンイチ / 作曲・編曲 - 増田俊郎 / 歌 - エクセル♥ガールズ

### 各話リスト
| 話数   | サブタイトル                      | 脚本     | 絵コンテ                          | 演出             | 作画監督          | 放送日         |
| ------ | --------------------------------- | -------- | --------------------------------- | ---------------- | ----------------- | -------------- |
| 第1話  | 六道神士殺害計画!!                | 倉田英之 | ワタナベシンイチ                  | 西山明樹彦       | 石野聡            | 1999年 10月7日 |
| 第2話  | 火星から来た女                    | 黒田洋介 | 安蒜晃士                          | 福多潤           | 敷島博英          | 10月14日       |
| 第3話  | 地獄の毒々大脱走のいけにえ        | 倉田英之 | 殿勝秀樹                          | ほしかわたかふみ | 加藤やすひさ      | 10月21日       |
| 第4話  | ラブへな                          | 黒田洋介 | ワタナベシンイチ                  | 安藤健           | 小原充            | 10月28日       |
| 第5話  | おもしろい巨塔                    | 倉田英之 | 山川吉樹                          | 村田雅彦         | 柳瀬雄之          | 11月4日        |
| 第6話  | 寒が冬いぜ!!〜遭難編〜            | 黒田洋介 | 殿勝秀樹                          | 西山明樹彦       | 大木良一          | 11月11日       |
| 第7話  | 地下道のメロディ                  | 倉田英之 | 福多潤                            | 福多潤 平池芳正  | 藤原潤            | 11月18日       |
| 第8話  | 視聴率強化週間                    | 黒田洋介 | 安蒜晃士                          | ほしかわたかふみ | 加藤泰久          | 11月25日       |
| 第9話  | ボウリング娘。                    | 倉田英之 | ワタナベシンイチ                  | 安藤健           | 浜津武広          | 12月2日        |
| 第10話 | メンチの大冒険                    | 黒田洋介 | 殿勝秀樹                          | 粟井重紀         | 柳瀬雄之          | 12月9日        |
| 第11話 | ひっこめ!青春!                    | 倉田英之 | 井之川慎太郎                      | 西山明樹彦       | 大木良一          | 12月16日       |
| 第12話 | 大市街partII                      | 黒田洋介 | 福多潤                            | 福多潤 平池芳正  | 谷口守泰          | 12月23日       |
| 第13話 | 新春年忘れかくし芸大会            | 倉田英之 | ワタナベシンイチ                  | ほしかわたかふみ | 加藤泰久          | 2000年 1月6日  |
| 第14話 | テコイレ                          | 黒田洋介 | 桜美かつし                        | 栗本宏志         | 浜津武広          | 1月13日        |
| 第15話 | もっと! てこいれメモリアル        | 倉田英之 | 八谷賢一                          | 粟井重紀         | 柳瀬雄之          | 1月20日        |
| 第16話 | AIをとりもどせ!                   | 黒田洋介 | 殿勝秀樹                          | 西山明樹彦       | 大木良一          | 1月27日        |
| 第17話 | アニメーションUSA                 | 倉田英之 | 別所誠人                          | 平池芳正 福多潤  | 飯飼一幸 谷口守泰 | 2月3日         |
| 第18話 | 市立戦隊ダイテンジン              | 黒田洋介 | ほしかわたかふみ ワタナベシンイチ | ほしかわたかふみ | 加藤やすひさ      | 2月10日        |
| 第19話 | メンチの大冒険2〜80時間世界一周〜 | 倉田英之 | 桜美かつし                        | 久城りおん       | 浜津武広          | 2月17日        |
| 第20話 | よりぬきペドロさん                | 黒田洋介 | ワタナベシンイチ                  | ワタナベシンイチ | 石野聡            | 2月24日        |
| 第21話 | 美濡歩（ビジュアル）K             | 倉田英之 | 山口頼房                          | 井之川慎太郎     | 柳瀬雄之          | 3月2日         |
| 第22話 | 侵略、おふくろ様                  | 黒田洋介 | 井之川慎太郎                      | 福多潤 平池芳正  | 飯飼一幸          | 3月9日         |
| 第23話 | 世紀末征服者伝説                  | 倉田英之 | 福多潤                            | 紅優             | 大木良一          | 3月16日        |
| 第24話 | きみのためなら死ねる              | 黒田洋介 | 桜美かつし                        | 久城りおん       | 浜津武広          | 3月23日        |
| 最終話 | やりにげ                          | 倉田英之 | ワタナベシンイチ                  | 福多潤 平池芳正  | 柳瀬雄之 大木良一 | 3月30日        |
| 第26話 | やりすぎ                          | 黒田洋介 | ワタナベシンイチ                  | ワタナベシンイチ | 石野聡            | VHS・DVD       |

| テレビ東京 木曜25:15枠                      | テレビ東京 木曜25:15枠                                                       | テレビ東京 木曜25:15枠                       |
| 前番組                                      | 番組名                                                                       | 次番組                                       |
| ------------------------------------------- | ---------------------------------------------------------------------------- | -------------------------------------------- |
| ベターマン （1999年4月1日 - 1999年9月30日） | へっぽこ実験アニメーション エクセル♥サーガ （1999年10月7日 - 2000年3月30日） | SPORTS BEAT （2000年4月6日 - 2000年9月28日） |